# 銀身中鋸鯻
銀身中鋸鯻（学名：Mesopristes argenteus），又名銀島鯻、銀雞魚、雞仔魚，为輻鰭魚綱鱸形目鱸亞目鯻科中鋸鯻屬下的一个种，分布於西太平洋區，從日本八重山群島至澳洲昆士蘭、新喀里多尼亞東部海域、半鹹水域，背鰭硬棘 12枚；背鰭軟條10-11枚；臀鰭硬棘3枚；臀鰭軟條8-9枚，體長可達30公分,成魚棲息在紅樹林、河口區，會游進淡水水域，屬雜食性，成魚會保護魚卵並搧動，可做為食用魚。

## 扩展阅读
- 維基物種上的相關：銀身中鋸鯻